# Mercer (Iowa)
Pour les articles homonymes, voir Mercer.
Mercer est une communauté non constituée en municipalité, du comté d'Adams en Iowa, aux États-Unis.
Les bureaux de la poste sont inaugurés à Quincy en 1893 et sont fermés en 1902.

## Source de la traduction
- (en) Cet article est partiellement ou en totalité issu de l’article de Wikipédia en anglais intitulé « Mercer, Iowa » (voir la liste des auteurs).